# Большой Лес (Добрушский район)
Большой Лес (бел. Вялікі Лес) — упразднённый посёлок, входивший в Демьянковский сельсовет Добрушского района Гомельской области Беларуси.
В результате катастрофы на Чернобыльской АЭС и радиационным загрязнением жители (35 семей) переселены в 1990—1992 годах в чистые места.

## География

### Расположение
В 20 км на северо-восток от Добруша и железнодорожной станции в этом городе, в 48 км от Гомеля.

### Гидрография
Между населёнными пунктами Подревучее и Большой Лес расположено озеро Ревучее, относится в бассейну реки Очёса (правый приток реки Ипуть).

## Транспортная система
Транспортная связь по просёлочной дороге, а затем автомобильной дороге Демьянки — Добруш. Жители посёлка выселены, жилых домов нет (1992 год). Планировка состоит из криволинейной улицы, с широтной ориентацией. Застройка деревянными домами.

## История
Основан в конце XIX века переселенцами с соседних деревень. В 1926 году в Демьянковском сельсовете Ветковского района Гомельского округа. В 1930 году жители вступили в колхоз. С 12 февраля 1935 года в составе Добрушского района, с 20 февраля 1938 года — Гомельской области. Во время Великой Отечественной войны 17 жителей погибли на фронтах. В 1959 году посёлок находился в составе колхоза «Молот» (бел. «Молат») с центром в деревне Демьянки.
В 2005 году посёлок Большой Лес исключён из данных по учёту и регистрации административно-территориальных и территориальных единиц как фактически несуществующий населённый пункт.

## Население

### Численность
- 1992 год — жители деревни (35 семей) переселены.

### Динамика
- 1926 год — 17 дворов, 89 жителей.
- 1959 год — 240 жителей (согласно переписи).
- 1992 год — жители деревни (35 семей) переселены.